# Valentino Lazaro
Valentino Lando Lazaro (Graz, 24 marzo 1996) è un calciatore austriaco di origini angolane, difensore o centrocampista del Torino.

## Biografia
Lazaro è nato a Graz da madre austriaca e padre angolano.

## Caratteristiche tecniche
È un calciatore dotato di buona tecnica e velocità; nato come trequartista, è stato poi spostato sulla fascia destra e trasformato in un terzino o laterale di centrocampo.

## Carriera

### Club
A soli sedici anni esordisce con il Salisburgo nella massima serie austriaca nella stagione 2012-2013. Dopo un breve prestito al Liefering, fa ritorno al Salisburgo e nel 2014 debutta anche in Europa League.
Nel 2017 passa in prestito all'Hertha Berlino e l'anno seguente viene riscattato per 6,5 milioni di euro. Si mette in mostra nel 2018-2019 con 3 gol e 7 assist messi insieme in 34 partite complessive.
Il 1º luglio 2019 viene acquistato dall'Inter, con cui firma un contratto quinquennale, per 22 milioni di euro più bonus. Fa il suo debutto ufficiale con la maglia nerazzurra il 17 settembre 2019 durante il pareggio per 1-1 in Champions League contro lo Slavia Praga, sostituendo Candreva nel corso del secondo tempo. Il 20 ottobre debutta in Serie A da subentrante nella vittoria esterna contro il Sassuolo per 4-3 e il 2 novembre gioca la sua prima partita da titolare nella vittoria sul campo del Bologna per 2-1.
Trovando poco spazio nei mesi successivi, il 24 gennaio 2020 viene ceduto in prestito oneroso con diritto di riscatto al Newcastle Utd. Dopo essere andato a segno per la prima volta il 3 marzo 2020 in FA Cup contro il West Bromwich, Il 1º luglio seguente realizza la sua prima rete in Premier League nel successo esterno per 4-1 contro il Bournemouth.
Terminato il prestito, fa ritorno all'Inter, che il 20 agosto 2020 lo cede al Borussia M'gladbach in prestito oneroso sino al 30 giugno 2021 con diritto di opzione per la trasformazione del prestito in cessione definitiva. L'8 novembre 2020 realizza, con un colpo dello scorpione, la sua prima rete con la nuova maglia nella partita persa per 3-4 contro il Bayer Leverkusen. A fine stagione colleziona 28 presenze e 2 gol tra tutte le competizioni.
Tornato nuovamente all'Inter, il 31 agosto 2021 viene ceduto in prestito al Benfica. Alla fine dell'annata totalizza 29 presenze complessive, senza andare in rete.
Il 1º agosto 2022 viene ceduto in prestito con diritto di opzione al Torino. Cinque giorni dopo esordisce in maglia granata giocando gli ultimi otto minuti della sfida di Coppa Italia contro il Palermo al posto di Wilfried Singo, successivamente il 13 agosto esordisce anche in campionato, sempre subentrando all'ivoriano nella gara in casa del Monza, vinta per 2-1. Frenato da alcuni problemi fisici, con i granata gioca 25 partite tra campionato e Coppa Italia.
Non essendo stato riscattato dal club piemontese, nell'estate del 2023 Lazaro torna all'Inter, prendendo parte al ritiro pre-campionato. Tuttavia, il 23 agosto dello stesso anno, l'austriaco torna al Torino a titolo definitivo per 4 milioni di euro, firmando un contratto quadriennale.

### Nazionale
Dopo avere rappresentato le selezioni giovanili, fa il suo esordio con la nazionale maggiore austriaca il 30 maggio 2014 nell'amichevole contro l'Islanda (1-1) rimpiazzando al 76' Marko Arnautović. Era stato incluso tra i preconvocati per Euro 2016, salvo poi venire escluso dai 23 finali.
Segna il suo primo gol il 18 novembre 2018 nella vittoria per 2-1 contro l'Irlanda del Nord, incontro valevole per la UEFA Nations League. Va a segno due volte nel corso delle qualificazioni a Euro 2020, nei successi contro la Macedonia del Nord (4-1) e Israele (3-1).

## Statistiche

### Presenze e reti nei club
Statistiche aggiornate al 14 giugno 2025.
| Stagione              | Club                  | Campionato            | Campionato | Campionato | Coppe nazionali | Coppe nazionali | Coppe nazionali | Coppe continentali | Coppe continentali | Coppe continentali | Supercoppe | Supercoppe | Supercoppe | Totale | Totale |
| Stagione              | Club                  | Comp                  | Pres       | Reti       | Comp            | Pres            | Reti            | Comp               | Pres               | Reti               | Comp       | Pres       | Reti       | Pres   | Reti   |
| --------------------- | --------------------- | --------------------- | ---------- | ---------- | --------------- | --------------- | --------------- | ------------------ | ------------------ | ------------------ | ---------- | ---------- | ---------- | ------ | ------ |
| 2012-2013             | Salisburgo            | BL                    | 5          | 0          | CA              | 0               | 0               | -                  | -                  | -                  | -          | -          | -          | 5      | 0      |
| 2013-2014             | Liefering             | EL                    | 3          | 0          | CA              | 0               | 0               | -                  | -                  | -                  | -          | -          | -          | 3      | 0      |
| 2013-2014             | Salisburgo            | BL                    | 11         | 2          | CA              | 1               | 0               | UEL                | 1                  | 0                  | -          | -          | -          | 13     | 2      |
| 2014-2015             | Salisburgo            | BL                    | 25         | 4          | CA              | 4               | 0               | UCL+UEL            | 1+2                | 0                  | -          | -          | -          | 32     | 4      |
| 2015-2016             | Salisburgo            | BL                    | 17         | 2          | CA              | 4               | 0               | UCL                | 1                  | 0                  | -          | -          | -          | 22     | 2      |
| 2016-2017             | Salisburgo            | BL                    | 29         | 3          | CA              | 5               | 2               | UCL+UEL            | 6+6                | 2+0                | -          | -          | -          | 46     | 7      |
| 2017-2018             | Salisburgo            | BL                    | 0          | 0          | CA              | 1               | 0               | UCL                | 2                  | 0                  | -          | -          | -          | 3      | 0      |
| Totale Salisburgo     | Totale Salisburgo     | Totale Salisburgo     | 87         | 12         |                 | 15              | 2               |                    | 18                 | 2                  |            | -          | -          | 120    | 16     |
| 2017-2018             | Hertha Berlino        | BL                    | 26         | 2          | CG              | 1               | 0               | UEL                | 4                  | 0                  | -          | -          | -          | 31     | 2      |
| 2018-2019             | Hertha Berlino        | BL                    | 31         | 3          | CG              | 3               | 0               | -                  | -                  | -                  | -          | -          | -          | 34     | 3      |
| Totale Hertha Berlino | Totale Hertha Berlino | Totale Hertha Berlino | 57         | 5          |                 | 4               | 0               |                    | 4                  | 0                  |            | -          | -          | 65     | 5      |
| 2019-2020             | Inter                 | A                     | 6          | 0          | CI              | 1               | 0               | UCL                | 4                  | 0                  | -          | -          | -          | 11     | 0      |
| 2019-2020             | Newcastle Utd         | PL                    | 13         | 1          | FACup           | 2               | 1               | -                  | -                  | -                  | -          | -          | -          | 15     | 2      |
| 2020-2021             | Borussia M'Gladbach   | BL                    | 22         | 2          | CG              | 1               | 0               | UCL                | 5                  | 0                  | -          | -          | -          | 28     | 2      |
| 2021-2022             | Benfica               | PL                    | 18         | 0          | TP+TL           | 3+2             | 0+0             | UCL                | 6                  | 0                  | -          | -          | -          | 29     | 0      |
| 2022-2023             | Torino                | A                     | 23         | 0          | CI              | 2               | 0               | -                  | -                  | -                  | -          | -          | -          | 25     | 0      |
| 2023-2024             | Torino                | A                     | 35         | 0          | CI              | 1               | 0               | -                  | -                  | -                  | -          | -          | -          | 36     | 0      |
| 2024-2025             | Torino                | A                     | 33         | 0          | CI              | 2               | 0               | -                  | -                  | -                  | -          | -          | -          | 35     | 0      |
| Totale Torino         | Totale Torino         | Totale Torino         | 91         | 0          |                 | 5               | 0               |                    | -                  | -                  |            | -          | -          | 96     | 0      |
| Totale carriera       | Totale carriera       | Totale carriera       | 312        | 20         |                 | 33              | 3               |                    | 37                 | 2                  |            | -          | -          | 382    | 25     |

### Presenze e reti in nazionale
| Cronologia completa delle presenze e delle reti in nazionale ― Austria | Cronologia completa delle presenze e delle reti in nazionale ― Austria | Cronologia completa delle presenze e delle reti in nazionale ― Austria | Cronologia completa delle presenze e delle reti in nazionale ― Austria | Cronologia completa delle presenze e delle reti in nazionale ― Austria | Cronologia completa delle presenze e delle reti in nazionale ― Austria | Cronologia completa delle presenze e delle reti in nazionale ― Austria | Cronologia completa delle presenze e delle reti in nazionale ― Austria |
| Data                                                                   | Città                                                                  | In casa                                                                | Risultato                                                              | Ospiti                                                                 | Competizione                                                           | Reti                                                                   | Note                                                                   |
| ---------------------------------------------------------------------- | ---------------------------------------------------------------------- | ---------------------------------------------------------------------- | ---------------------------------------------------------------------- | ---------------------------------------------------------------------- | ---------------------------------------------------------------------- | ---------------------------------------------------------------------- | ---------------------------------------------------------------------- |
| 30-5-2014                                                              | Innsbruck                                                              | Austria                                                                | 1 – 1                                                                  | Islanda                                                                | Amichevole                                                             | -                                                                      | 75’                                                                    |
| 3-6-2014                                                               | Olomouc                                                                | Rep. Ceca                                                              | 1 – 2                                                                  | Austria                                                                | Amichevole                                                             | -                                                                      | 84’                                                                    |
| 8-9-2014                                                               | Vienna                                                                 | Austria                                                                | 1 – 1                                                                  | Svezia                                                                 | Qual. Euro 2016                                                        | -                                                                      | 86’                                                                    |
| 12-10-2014                                                             | Vienna                                                                 | Austria                                                                | 1 – 0                                                                  | Montenegro                                                             | Qual. Euro 2016                                                        | -                                                                      | 83’                                                                    |
| 15-11-2016                                                             | Vienna                                                                 | Austria                                                                | 0 – 0                                                                  | Slovacchia                                                             | Amichevole                                                             | -                                                                      |                                                                        |
| 24-3-2017                                                              | Vienna                                                                 | Austria                                                                | 2 – 0                                                                  | Moldavia                                                               | Qual. Mondiali 2018                                                    | -                                                                      | 69’                                                                    |
| 28-3-2017                                                              | Innsbruck                                                              | Austria                                                                | 1 – 1                                                                  | Finlandia                                                              | Amichevole                                                             | -                                                                      |                                                                        |
| 11-6-2017                                                              | Dublino                                                                | Irlanda                                                                | 1 – 1                                                                  | Austria                                                                | Qual. Mondiali 2018                                                    | -                                                                      |                                                                        |
| 6-10-2017                                                              | Vienna                                                                 | Austria                                                                | 3 – 2                                                                  | Serbia                                                                 | Qual. Mondiali 2018                                                    | -                                                                      | 77’                                                                    |
| 9-10-2017                                                              | Chișinău                                                               | Moldavia                                                               | 0 – 1                                                                  | Austria                                                                | Qual. Mondiali 2018                                                    | -                                                                      | 59’                                                                    |
| 14-11-2017                                                             | Vienna                                                                 | Austria                                                                | 2 – 1                                                                  | Uruguay                                                                | Amichevole                                                             | -                                                                      | 74’                                                                    |
| 23-3-2018                                                              | Klagenfurt am Wörthersee                                               | Austria                                                                | 3 – 0                                                                  | Slovenia                                                               | Amichevole                                                             | -                                                                      | 67’                                                                    |
| 27-3-2018                                                              | Lussemburgo                                                            | Lussemburgo                                                            | 0 – 4                                                                  | Austria                                                                | Amichevole                                                             | -                                                                      | 62’                                                                    |
| 6-9-2018                                                               | Vienna                                                                 | Austria                                                                | 2 – 0                                                                  | Svezia                                                                 | Amichevole                                                             | -                                                                      | 59’                                                                    |
| 11-9-2018                                                              | Zenica                                                                 | Bosnia ed Erzegovina                                                   | 1 – 0                                                                  | Austria                                                                | UEFA Nations League 2018-2019 - 1º turno                               | -                                                                      |                                                                        |
| 12-10-2018                                                             | Vienna                                                                 | Austria                                                                | 1 – 0                                                                  | Irlanda del Nord                                                       | UEFA Nations League 2018-2019 - 1º turno                               | -                                                                      | 90’                                                                    |
| 16-10-2018                                                             | Herning                                                                | Danimarca                                                              | 2 – 0                                                                  | Austria                                                                | Amichevole                                                             | -                                                                      |                                                                        |
| 15-11-2018                                                             | Vienna                                                                 | Austria                                                                | 0 – 0                                                                  | Bosnia ed Erzegovina                                                   | UEFA Nations League 2018-2019 - 1º turno                               | -                                                                      |                                                                        |
| 18-11-2018                                                             | Belfast                                                                | Irlanda del Nord                                                       | 1 – 2                                                                  | Austria                                                                | UEFA Nations League 2018-2019 - 1º turno                               | 1                                                                      |                                                                        |
| 21-3-2019                                                              | Vienna                                                                 | Austria                                                                | 0 – 1                                                                  | Polonia                                                                | Qual. Euro 2020                                                        | -                                                                      | 81’                                                                    |
| 24-3-2019                                                              | Haifa                                                                  | Israele                                                                | 4 – 2                                                                  | Austria                                                                | Qual. Euro 2020                                                        | -                                                                      | 44’                                                                    |
| 7-6-2019                                                               | Vienna                                                                 | Austria                                                                | 1 – 0                                                                  | Slovenia                                                               | Qual. Euro 2020                                                        | -                                                                      | 80’                                                                    |
| 10-6-2019                                                              | Skopje                                                                 | Macedonia del Nord                                                     | 1 – 4                                                                  | Austria                                                                | Qual. Euro 2020                                                        | 1                                                                      |                                                                        |
| 6-9-2019                                                               | Salisburgo                                                             | Austria                                                                | 6 – 0                                                                  | Lettonia                                                               | Qual. Euro 2020                                                        | -                                                                      | 69’                                                                    |
| 9-9-2019                                                               | Varsavia                                                               | Polonia                                                                | 0 – 0                                                                  | Austria                                                                | Qual. Euro 2020                                                        | -                                                                      | 77’                                                                    |
| 10-10-2019                                                             | Vienna                                                                 | Austria                                                                | 3 – 1                                                                  | Israele                                                                | Qual. Euro 2020                                                        | 1                                                                      |                                                                        |
| 13-10-2019                                                             | Lubiana                                                                | Slovenia                                                               | 0 – 1                                                                  | Austria                                                                | Qual. Euro 2020                                                        | -                                                                      | 88’                                                                    |
| 16-11-2019                                                             | Vienna                                                                 | Austria                                                                | 2 – 1                                                                  | Macedonia del Nord                                                     | Qual. Euro 2020                                                        | -                                                                      | 79’                                                                    |
| 11-11-2020                                                             | Lussemburgo                                                            | Lussemburgo                                                            | 0 – 3                                                                  | Austria                                                                | Amichevole                                                             | -                                                                      | 58’                                                                    |
| 31-3-2021                                                              | Vienna                                                                 | Austria                                                                | 0 – 4                                                                  | Danimarca                                                              | Qual. Mondiali 2022                                                    | -                                                                      | 65’                                                                    |
| 6-6-2021                                                               | Vienna                                                                 | Austria                                                                | 0 – 0                                                                  | Slovacchia                                                             | Amichevole                                                             | -                                                                      | 78’                                                                    |
| 17-6-2021                                                              | Amsterdam                                                              | Paesi Bassi                                                            | 2 – 0                                                                  | Austria                                                                | Euro 2020 - 1º turno                                                   | -                                                                      | 70’                                                                    |
| 24-3-2022                                                              | Cardiff                                                                | Galles                                                                 | 2 – 1                                                                  | Austria                                                                | Qual. Mondiali 2022                                                    | -                                                                      | 77’                                                                    |
| 29-3-2022                                                              | Vienna                                                                 | Austria                                                                | 2 – 2                                                                  | Scozia                                                                 | Amichevole                                                             | -                                                                      |                                                                        |
| 10-6-2022                                                              | Vienna                                                                 | Austria                                                                | 1 – 1                                                                  | Francia                                                                | UEFA Nations League 2022-2023 - 1º turno                               | -                                                                      | 54’                                                                    |
| 13-6-2022                                                              | Copenaghen                                                             | Danimarca                                                              | 2 – 0                                                                  | Austria                                                                | UEFA Nations League 2022-2023 - 1º turno                               | -                                                                      | 46’                                                                    |
| Totale                                                                 |                                                                        | Presenze                                                               | 36                                                                     |                                                                        | Reti                                                                   | 3                                                                      |                                                                        |

## Palmarès
- Campionato austriaco: 4

Salisburgo: 2013-2014, 2014-2015, 2015-2016, 2016-2017
- Coppa austriaca: 4

Salisburgo: 2013-2014, 2014-2015, 2015-2016, 2016-2017